# Антон Колендич
Антон Колендич (на хърватски: Anton Kolendić; на македонска литературна норма: Антун Колендиќ) е югославски партизанин и политик.

## Биография
Роден е през 1914 г. в Омиш. През 1932 г. става член на СКМЮ, а от 1933 и на ЮКП. През декември 1934 е арестуван, а през юни 1935 осъден на 4 години затвор в Сремска Митровица. През 1940 е интерниран в лагера Билеча заедно с Борис Чушкаров, Душан Неделкович и Блажо Орландич. На 22 август 1941 се включва в Скопския народоосвободителен партизански отряд. След разбиването на отряда живее в нелегалност, като в определен период е в България. През май 1942 за участието си в Скопския отряд е осъден задочно от български военен съд на смърт чрез обесване. Носител е на Партизански възпоменателен медал 1941 г. и други отличие на СФРЮ.
След Втората световна война е редактор на вестник „Борба“. Дипломат в представителствата на СФРЮ в София, Виена, Грац и Западен Берлин. Работи в разузнавателния сектор. На 30 юни 1969 г. е тежко ранен при атентат в Западен Берлин от страна на усташка емиграция. Учи литература в Белградския университет, а по-късно става доктор на историческите науки. През 1994 г. получава Стериина награда за работата си по постановката „Лукреция – или ти Ждрело“